# Ghost Adventures
Ghost Adventures és un programa de documentals protagonitzat per tres parapsicòlegs: Zak Bagans, Nick Groff i Aaron Goodwin emès pel canal anglès Travel Channel.
Introducció Obertura: (narrat per Zak Bagans) 
(Preàmbul: Algunes persones creuen en els fantasmes. Algunes persones no ho fan.)
| « | Hi ha coses en aquest món que mai anem a entendre completament. Volem respostes. Hem treballat anys per construir la nostra credibilitat; la nostra reputació. Treballant al costat de la majoria dels professionals de renom en el camp; captura de la prova pionera del paranormal. Aquesta és la nostra prova; la nostra Ghost Adventures. | » |